# Huracanes de Bolívar
Huracanes de Bolívar es un equipo de voleibol venezolano con sede en Ciudad Guayana, al sur-oriente del país. Milita en la Liga Venezolana de Voleibol desde la temporada 2011, siendo uno de los equipos fundadores y campeón de la misma. Disputa sus partidos sede en el Gimnasio Hermanas González. 

## Historia
Fundado en 2011, milita en la Liga Venezolana de Voleibol desde la temporada 2011, siendo uno de los equipos fundadores y primer campeón de la misma al vencer en la Serie Final 2 juegos a 1 a Industriales de Valencia. El Presidente del equipo es José Antonio Perazzo y Miguel Cambero se desempeña como Gerente General, mientras que José Alexander Gutiérrez es el primer Director Técnico, Asistente Técnico Jorge Reyes con que cuenta el seleccionado.
En el 2012, estuvo a un paso de llegar a la final, pero cayó en 3 juegos ante su antiguo rival de la semifinal de la temporada 2011 el equipo Vikingos de Miranda

## Transmisión
En la primera temporada la transmisión de televisión estuvo a cargo de la Televisora Venezolana Social (TVES) por señal abierta y Directv Sports Venezuela por televisión paga o suscripción, además de una importante cobertura de televisoras locales y emisoras de radio.